# Jonas Björkman
Jonas Lars Björkman (ur. 23 marca 1972 w Växjö) – szwedzki tenisista, zwycięzca turniejów wielkoszlemowych w grze podwójnej, lider rankingu ATP deblistów, zdobywca Pucharu Davisa, olimpijczyk.

## Kariera tenisowa
Karierę tenisową Björkman rozpoczął w 1991 roku. Początkowo łączył występy singlowe z deblowymi, jednak z czasem bardziej skupił się na grze podwójnej. W grze pojedynczej Szwed ma w swoim dorobku sześć tytułów w rozgrywkach rangi ATP World Tour oraz pięciokrotnie był uczestnikiem finałów. W zawodach wielkoszlemowych najdalej doszedł do półfinałów US Open w 1997 roku oraz Wimbledonu w 2006 roku. W 1997 zakwalifikował się do turnieju Masters Cup, gdzie dotarł do półfinału. W rankingu singlowym najwyżej był na 4. miejscu w listopadzie 1997 roku.
W grze podwójnej Björkman wygrał łącznie pięćdziesiąt cztery turnieje kategorii ATP World Tour, w tym dziewięciokrotnie zwyciężał w imprezach wielkoszlemowych, tworząc pary z różnymi tenisistami. Dwukrotnie Björkman był najlepszy w turnieju Masters Cup. Ponadto Szwed czterdzieści trzy razy grał w finałach zawodów ATP World Tour, w tym sześciokrotnie w finałach Wielkiego Szlema. Na początku lipca 2001 roku został sklasyfikowany na pozycji lidera rankingu deblowego.
W grze mieszanej Björkman dwukrotnie był uczestnikiem wielkoszlemowych finałów, najpierw w 1999 roku na Wimbledonie w parze z Anną Kurnikową, a następnie w 2007 roku ponownie na londyńskich kortach tym razem wspólnie z Alicią Molik.
Od 1994 roku był regularnym reprezentantem Szwecji w Pucharze Davisa, zarówno w grze pojedynczej, jak i podwójnej. Przyczynił się do zdobycia trofeum w 1994, 1997 i 1998. Bez większych sukcesów bronił barw Szwecji na igrzyskach olimpijskich w Atlancie (1996), Atenach (2004) i Pekinie (2008).
W 2008 roku Björkman zakończył tenisową karierę, chociaż w październiku 2013 roku, w wieku 41 lat, zagrał w Sztokholmie, osiągając finał debla w parze z Robertem Lindstedtem. Björkman był zawodnikiem praworęcznym, bekhend gra oburącz. Preferował tenis ofensywny, z częstymi atakami wolejowymi przy siatce; w szczytowym okresie kariery był jednym z najlepiej odbierających serwis rywala graczy.

### Finały w turniejach ATP World Tour

#### Gra pojedyncza (6−5)
| Legenda                             |
| Wielki Szlem (0–0)                  |
| Igrzyska olimpijskie (0–0)          |
| Tennis Masters Cup (0–0)            |
| ATP Masters Series (0–1)            |
| ATP International Series Gold (1–0) |
| ATP International Series (5–4)      |

| Wygrane według nawierzchni |
| Twarda (3–2)               |
| Ceglana (0–1)              |
| Trawiasta (2–1)            |
| Dywanowa (1–1)             |

| Końcowy wynik | Nr | Data                | Turniej       | Nawierzchnia    | Przeciwnik        | Wynik finału          |
| Finalista     | 1. | 23 kwietnia 1995    | Hongkong      | Twarda          | Michael Chang     | 3:6, 1:6              |
| Zwycięzca     | 1. | 12 stycznia 1997    | Auckland      | Twarda          | Kenneth Carlsen   | 7:6(0), 6:0           |
| Finalista     | 2. | 11 maja 1997        | Coral Springs | Ceglana         | Jason Stoltenberg | 0:6, 6:2, 5:7         |
| Zwycięzca     | 2. | 17 sierpnia 1997    | Indianapolis  | Twarda          | Carlos Moyá       | 6:3, 7:6(3)           |
| Finalista     | 3. | 2 listopada 1997    | Paryż         | Dywanowa (hala) | Pete Sampras      | 3:6, 6:4, 3:6, 1:6    |
| Zwycięzca     | 3. | 9 listopada 1997    | Sztokholm     | Twarda (hala)   | Jan Siemerink     | 3:6, 7:6(2), 6:2, 6:4 |
| Zwycięzca     | 4. | 21 czerwca 1998     | Nottingham    | Trawiasta       | Byron Black       | 6:3, 6:2              |
| Zwycięzca     | 5. | 23 czerwca 2002     | Nottingham    | Trawiasta       | Wayne Arthurs     | 6:2, 6:7(5), 6:2      |
| Finalista     | 4. | 16 lutego 2003      | Marsylia      | Twarda (hala)   | Roger Federer     | 2:6, 6:7(6)           |
| Zwycięzca     | 6. | 2 października 2005 | Ho Chi Minh   | Dywanowa (hala) | Radek Štěpánek    | 6:3, 7:6(4)           |
| Finalista     | 5. | 25 czerwca 2006     | Nottingham    | Trawiasta       | Richard Gasquet   | 4:6, 3:6              |

#### Gra podwójna (54−43)
| Legenda                             |
| Wielki Szlem (9–6)                  |
| Igrzyska olimpijskie (0–0)          |
| Tennis Masters Cup (2–0)            |
| ATP Masters Series (15–10)          |
| ATP International Series Gold (2–6) |
| ATP International Series (26–21)    |

| Wygrane według nawierzchni |
| Twarda (28–28)             |
| Ceglana (14–5)             |
| Trawiasta (6–5)            |
| Dywanowa (6–5)             |

| Końcowy wynik | Nr  | Data                 | Turniej                      | Nawierzchnia    | Partner               | Przeciwnicy w finale                   | Wynik finału                |
| Finalista     | 1.  | 16 sierpnia 1992     | Praga                        | Ceglana         | Jon Ireland           | Karel Nováček Branislav Stankovič      | 5:7, 1:6                    |
| Finalista     | 2.  | 3 października 1993  | Kuala Lumpur                 | Twarda (hala)   | Lars-Anders Wahlgren  | Jacco Eltingh Paul Haarhuis            | 5:7, 6:4, 6:7               |
| Finalista     | 3.  | 14 listopada 1993    | Moskwa                       | Dywanowa (hala) | Jan Apell             | Jacco Eltingh Paul Haarhuis            | 1:6, krecz                  |
| Zwycięzca     | 1.  | 16 stycznia 1994     | Dżakarta                     | Twarda          | Neil Borwick          | Jorge Lozano Jim Pugh                  | 6:4, 6:1                    |
| Zwycięzca     | 2.  | 27 lutego 1994       | Rotterdam                    | Dywanowa (hala) | Jeremy Bates          | Jacco Eltingh Paul Haarhuis            | 6:4, 6:1                    |
| Finalista     | 4.  | 17 kwietnia 1994     | Hongkong                     | Twarda          | Patrick Rafter        | Jim Grabb Brett Steven                 | walkower                    |
| Finalista     | 5.  | 5 czerwca 1994       | French Open, Paryż           | Ceglana         | Jan Apell             | Byron Black Jonathan Stark             | 4:6, 6:7                    |
| Zwycięzca     | 3.  | 12 czerwca 1994      | Londyn                       | Trawiasta       | Jan Apell             | Todd Woodbridge Mark Woodforde         | 3:6, 7:6, 6:4               |
| Zwycięzca     | 4.  | 10 lipca 1994        | Båstad                       | Ceglana         | Jan Apell             | Nicklas Kulti Mikael Tillström         | 6:2, 6:3                    |
| Finalista     | 6.  | 24 lipca 1994        | Waszyngton                   | Twarda          | Jakob Hlasek          | Grant Connell Patrick Galbraith        | 4:6, 6:4, 3:6               |
| Zwycięzca     | 5.  | 28 sierpnia 1994     | Schenectady                  | Twarda          | Jan Apell             | Jacco Eltingh Paul Haarhuis            | 6:4, 7:6                    |
| Finalista     | 7.  | 16 października 1994 | Tel Awiw-Jafa                | Twarda          | Jan Apell             | Lan Bale John-Laffnie de Jager         | 7:6, 2:6, 6:7               |
| Finalista     | 8.  | 30 października 1994 | Sztokholm                    | Dywanowa (hala) | Jan Apell             | Todd Woodbridge Mark Woodforde         | 3:6, 4:6                    |
| Zwycięzca     | 6.  | 13 listopada 1994    | Antwerpia                    | Dywanowa (hala) | Jan Apell             | Hendrik Jan Davids Sébastien Lareau    | 4:6, 6:1, 6:2               |
| Zwycięzca     | 7.  | 27 listopada 1994    | Tennis Masters Cup, Dżakarta | Twarda (hala)   | Jan Apell             | Todd Woodbridge Mark Woodforde         | 6:4, 4:6, 4:6, 7:6, 7:6     |
| Finalista     | 9.  | 21 maja 1995         | Rzym                         | Ceglana         | Jan Apell             | Cyril Suk Daniel Vacek                 | 3:6, 4:6                    |
| Finalista     | 10. | 18 czerwca 1995      | Londyn                       | Trawiasta       | Jan Apell             | Todd Martin Pete Sampras               | 6:7, 4:6                    |
| Zwycięzca     | 8.  | 16 lipca 1995        | Båstad                       | Ceglana         | Jan Apell             | Jon Ireland Andrew Kratzmann           | 6:3, 6:0                    |
| Zwycięzca     | 9.  | 8 października 1995  | Tuluza                       | Twarda (hala)   | John-Laffnie de Jager | Dave Randall Greg Van Emburgh          | 7:6, 7:6                    |
| Zwycięzca     | 10. | 15 października 1995 | Ostrawa                      | Dywanowa (hala) | Javier Frana          | Guy Forget Patrick Rafter              | 6:7, 6:4, 7:6               |
| Finalista     | 11. | 7 stycznia 1996      | Adelaide                     | Twarda          | Tommy Ho              | Todd Woodbridge Mark Woodforde         | 5:7, 6:7                    |
| Finalista     | 12. | 14 stycznia 1996     | Auckland                     | Twarda          | Brett Steven          | Marcos Ondruska Jack Waite             | 5:7, 6:7                    |
| Zwycięzca     | 11. | 25 lutego 1996       | Antwerpia                    | Dywanowa (hala) | Nicklas Kulti         | Jewgienij Kafielnikow Menno Oosting    | 6:4, 6:4                    |
| Zwycięzca     | 12. | 14 kwietnia 1996     | Nowe Delhi                   | Twarda          | Nicklas Kulti         | Byron Black Sandon Stolle              | 4:6, 6:4, 6:4               |
| Finalista     | 13. | 28 kwietnia 1996     | Monte Carlo                  | Ceglana         | Nicklas Kulti         | Ellis Ferreira Jan Siemerink           | 6:2, 3:6, 2:6               |
| Finalista     | 14. | 4 sierpnia 1996      | Los Angeles                  | Twarda          | Nicklas Kulti         | Marius Barnard Piet Norval             | 5:7, 2:6                    |
| Finalista     | 15. | 18 sierpnia 1996     | New Haven                    | Twarda          | Nicklas Kulti         | Byron Black Grant Connell              | 4:6, 4:6                    |
| Finalista     | 16. | 9 marca 1997         | Scottsdale                   | Twarda          | Rick Leach            | Luis Lobo Javier Sánchez               | 3:6, 3:6                    |
| Zwycięzca     | 13. | 4 maja 1997          | Atlanta                      | Twarda          | Nicklas Kulti         | Scott Davis Kelly Jones                | 6:2, 7:6                    |
| Finalista     | 17. | 17 sierpnia 1997     | Indianapolis                 | Twarda          | Nicklas Kulti         | Michael Tebbutt Mikael Tillström       | 3:6, 2:6                    |
| Finalista     | 18. | 7 września 1997      | US Open, Nowy Jork           | Twarda          | Nicklas Kulti         | Jewgienij Kafielnikow Daniel Vacek     | 6:7, 3:6                    |
| Zwycięzca     | 14. | 1 lutego 1998        | Australian Open, Melbourne   | Twarda          | Jacco Eltingh         | Todd Woodbridge Mark Woodforde         | 6:2, 5:7, 2:6, 6:4, 6:3     |
| Zwycięzca     | 15. | 15 marca 1998        | Indian Wells                 | Twarda          | Patrick Rafter        | Todd Martin Richey Reneberg            | 6:4, 7:6                    |
| Zwycięzca     | 16. | 31 stycznia 1999     | Australian Open, Melbourne   | Twarda          | Patrick Rafter        | Mahesh Bhupathi Leander Paes           | 6:3, 4:6, 6:4, 6:7(10), 6:4 |
| Zwycięzca     | 17. | 13 czerwca 1999      | Halle                        | Trawiasta       | Patrick Rafter        | Paul Haarhuis Jared Palmer             | 6:3, 7:5                    |
| Zwycięzca     | 18. | 8 sierpnia 1999      | Montreal                     | Twarda          | Patrick Rafter        | Byron Black Wayne Ferreira             | 7:6(5), 6:4                 |
| Zwycięzca     | 19. | 15 sierpnia 1999     | Cincinnati                   | Twarda          | Byron Black           | Todd Woodbridge Mark Woodforde         | 6:3, 7:6(6)                 |
| Zwycięzca     | 20. | 31 października 1999 | Stuttgart                    | Twarda (hala)   | Byron Black           | John-Laffnie de Jager David Adams      | 6:7(6), 7:6(2), 6:0         |
| Finalista     | 19. | 5 marca 2000         | Kopenhaga                    | Twarda (hala)   | Sébastien Lareau      | Martin Damm David Prinosil             | 1:6, 7:5, 5:7               |
| Finalista     | 20. | 20 sierpnia 2000     | Indianapolis                 | Twarda          | Maks Mirny            | Lleyton Hewitt Sandon Stolle           | 2:6, 6:3, 3:6               |
| Zwycięzca     | 21. | 29 października 2000 | Moskwa                       | Dywanowa (hala) | David Prinosil        | Jiří Novák David Rikl                  | 6:2, 6:3                    |
| Finalista     | 21. | 14 stycznia 2001     | Sydney                       | Twarda          | Todd Woodbridge       | Daniel Nestor Sandon Stolle            | 6:2, 6:7(4), 6:7(5)         |
| Zwycięzca     | 22. | 28 stycznia 2001     | Australian Open, Melbourne   | Twarda          | Todd Woodbridge       | Byron Black David Prinosil             | 6:1, 5:7, 6:4, 6:4          |
| Zwycięzca     | 23. | 25 lutego 2001       | Rotterdam                    | Twarda (hala)   | Roger Federer         | Petr Pála Pavel Vízner                 | 6:3, 6:0                    |
| Finalista     | 22. | 18 marca 2001        | Indian Wells                 | Twarda          | Todd Woodbridge       | Wayne Ferreira Jewgienij Kafielnikow   | 2:6, 5:7                    |
| Finalista     | 23. | 25 marca 2001        | Miami                        | Twarda          | Todd Woodbridge       | Jiří Novák David Rikl                  | 5:7, 6:7(3)                 |
| Zwycięzca     | 24. | 22 kwietnia 2001     | Monte Carlo                  | Ceglana         | Todd Woodbridge       | Joshua Eagle Andrew Florent            | 3:6, 6:4, 6:2               |
| Zwycięzca     | 25. | 20 maja 2001         | Hamburg                      | Ceglana         | Todd Woodbridge       | Daniel Nestor Sandon Stolle            | 7:6(2), 3:6, 6:3            |
| Finalista     | 24. | 28 października 2001 | Sztokholm                    | Twarda (hala)   | Todd Woodbridge       | Donald Johnson Jared Palmer            | 3:6, 6:4, 3:6               |
| Zwycięzca     | 26. | 13 stycznia 2002     | Auckland                     | Twarda          | Todd Woodbridge       | Martín García Cyril Suk                | 7:6(5), 7:6(7)              |
| Zwycięzca     | 27. | 21 kwietnia 2002     | Monte Carlo                  | Ceglana         | Todd Woodbridge       | Paul Haarhuis Jewgienij Kafielnikow    | 6:3, 3:6, 10-7              |
| Finalista     | 25. | 19 maja 2002         | Hamburg                      | Ceglana         | Todd Woodbridge       | Mahesh Bhupathi Jan-Michael Gambill    | 2:6, 4:6                    |
| Finalista     | 26. | 16 czerwca 2002      | Halle                        | Trawiasta       | Todd Woodbridge       | David Prinosil David Rikl              | 6:4, 6:7(5), 5:7            |
| Zwycięzca     | 28. | 7 lipca 2002         | Wimbledon, Londyn            | Trawiasta       | Todd Woodbridge       | Mark Knowles Daniel Nestor             | 6:1, 6:2, 6:7(7), 7:5       |
| Zwycięzca     | 29. | 14 lipca 2002        | Båstad                       | Ceglana         | Todd Woodbridge       | Paul Hanley Michael Hill               | 7:6(6), 6:4                 |
| Zwycięzca     | 30. | 15 czerwca 2003      | Halle                        | Trawiasta       | Todd Woodbridge       | Martin Damm Cyril Suk                  | 6:3, 6:4                    |
| Zwycięzca     | 31. | 6 lipca 2003         | Wimbledon, Londyn            | Trawiasta       | Todd Woodbridge       | Mahesh Bhupathi Maks Mirny             | 3:6, 6:3, 7:6(4), 6:3       |
| Finalista     | 27. | 10 sierpnia 2003     | Montreal                     | Twarda          | Todd Woodbridge       | Mahesh Bhupathi Maks Mirny             | 3:6, 6:7(4)                 |
| Zwycięzca     | 32. | 7 września 2003      | US Open, Nowy Jork           | Twarda          | Todd Woodbridge       | Bob Bryan Mike Bryan                   | 5:7, 6:0, 7:5               |
| Zwycięzca     | 33. | 26 października 2003 | Sztokholm                    | Twarda (hala)   | Todd Woodbridge       | Wayne Arthurs Paul Hanley              | 6:3, 6:4                    |
| Zwycięzca     | 34. | 18 stycznia 2004     | Sydney                       | Twarda          | Todd Woodbridge       | Bob Bryan Mike Bryan                   | 7:6(3), 7:5                 |
| Finalista     | 28. | 7 marca 2004         | Dubaj                        | Twarda          | Leander Paes          | Mahesh Bhupathi Fabrice Santoro        | 2:6, 6:4, 4:6               |
| Finalista     | 29. | 28 marca 2004        | Miami                        | Twarda          | Leander Paes          | Wayne Black Kevin Ullyett              | 2:6, 6:7(12)                |
| Zwycięzca     | 35. | 4 lipca 2004         | Wimbledon, Londyn            | Trawiasta       | Todd Woodbridge       | Julian Knowle Nenad Zimonjić           | 6:1, 6:4, 4:6, 6:4          |
| Zwycięzca     | 36. | 11 lipca 2004        | Båstad                       | Ceglana         | Mahesh Bhupathi       | Simon Aspelin Todd Perry               | 4:6, 7:6(2), 7:6(6)         |
| Finalista     | 30. | 1 sierpnia 2004      | Toronto                      | Twarda          | Maks Mirny            | Mahesh Bhupathi Leander Paes           | 4:6, 2:6                    |
| Finalista     | 31. | 8 sierpnia 2004      | Cincinnati                   | Twarda          | Todd Woodbridge       | Mark Knowles Daniel Nestor             | 2:6, 6:3, 3:6               |
| Finalista     | 32. | 10 października 2004 | Lyon                         | Dywanowa (hala) | Radek Štěpánek        | Jonatan Erlich Andy Ram                | 6:7(2), 2:6                 |
| Finalista     | 33. | 17 października 2004 | Moskwa                       | Dywanowa (hala) | Mahesh Bhupathi       | Igor Andriejew Nikołaj Dawydienko      | 6:3, 3:6, 4:6               |
| Zwycięzca     | 37. | 7 listopada 2004     | Paryż                        | Dywanowa (hala) | Todd Woodbridge       | Wayne Black Kevin Ullyett              | 6:3, 6:4                    |
| Finalista     | 34. | 9 stycznia 2005      | Ćennaj                       | Twarda          | Mahesh Bhupathi       | Rainer Schüttler Lu Yen-hsun           | 5:7, 6:4, 6:7(4)            |
| Finalista     | 35. | 27 lutego 2005       | Dubaj                        | Twarda          | Fabrice Santoro       | Martin Damm Radek Štěpánek             | 2:6, 4:6                    |
| Zwycięzca     | 38. | 7 marca 2005         | Miami                        | Twarda          | Maks Mirny            | Wayne Black Kevin Ullyett              | 6:1, 6:2                    |
| Zwycięzca     | 39. | 15 maja 2005         | Hamburg                      | Ceglana         | Maks Mirny            | Michaël Llodra Fabrice Santoro         | 4:6, 7:6(2), 7:6(3)         |
| Zwycięzca     | 40. | 5 czerwca 2005       | French Open, Paryż           | Ceglana         | Maks Mirny            | Bob Bryan Mike Bryan                   | 2:6, 6:1, 6:4               |
| Finalista     | 36. | 12 czerwca 2005      | Londyn                       | Trawiasta       | Maks Mirny            | Bob Bryan Mike Bryan                   | 6:7(9), 6:7(4)              |
| Zwycięzca     | 41. | 10 lipca 2005        | Båstad                       | Ceglana         | Joachim Johansson     | José Acasuso Sebastián Prieto          | 6:2, 6:3                    |
| Zwycięzca     | 42. | 21 sierpnia 2005     | Cincinnati                   | Twarda          | Maks Mirny            | Wayne Black Kevin Ullyett              | 7:6(3), 6:2                 |
| Finalista     | 37. | 11 września 2005     | US Open, Nowy Jork           | Twarda          | Maks Mirny            | Bob Bryan Mike Bryan                   | 1:6, 4:6                    |
| Finalista     | 38. | 30 października 2005 | Petersburg                   | Dywanowa (hala) | Maks Mirny            | Julian Knowle Jürgen Melzer            | 6:4, 5:7, 5:7               |
| Zwycięzca     | 43. | 8 stycznia 2006      | Ad-Dauha                     | Twarda          | Maks Mirny            | Christophe Rochus Olivier Rochus       | 2:6, 6:3, 10-8              |
| Zwycięzca     | 44. | 19 lutego 2006       | San Jose                     | Twarda (hala)   | John McEnroe          | Paul Goldstein Jim Thomas              | 7:6(2), 4:6, 10-7           |
| Zwycięzca     | 45. | 26 marca 2006        | Miami                        | Twarda          | Maks Mirny            | Bob Bryan Mike Bryan                   | 6:4, 6:4                    |
| Zwycięzca     | 46. | 23 kwietnia 2006     | Monte Carlo                  | Ceglana         | Maks Mirny            | Fabrice Santoro Nenad Zimonjić         | 6:2, 7:6(2)                 |
| Zwycięzca     | 47. | 11 czerwca 2006      | French Open, Paryż           | Ceglana         | Maks Mirny            | Bob Bryan Mike Bryan                   | 6:7(5), 6:4, 7:5            |
| Finalista     | 39. | 18 czerwca 2006      | Londyn                       | Trawiasta       | Maks Mirny            | Paul Hanley Kevin Ullyett              | 4:6, 6:3, 8-10              |
| Zwycięzca     | 48. | 16 lipca 2006        | Båstad                       | Ceglana         | Thomas Johansson      | Christopher Kas Oliver Marach          | 6:3, 4:6, 10-4              |
| Zwycięzca     | 49. | 20 sierpnia 2006     | Cincinnati                   | Twarda          | Maks Mirny            | Bob Bryan Mike Bryan                   | 3:6, 6:3, 10-7              |
| Finalista     | 40. | 10 września 2006     | US Open, Nowy Jork           | Twarda          | Maks Mirny            | Martin Damm Leander Paes               | 7:6(5), 4:6, 3:6            |
| Zwycięzca     | 50. | 19 listopada 2006    | Tennis Masters Cup, Szanghaj | Twarda (hala)   | Maks Mirny            | Mark Knowles Daniel Nestor             | 6:2, 6:4                    |
| Finalista     | 41. | 28 stycznia 2007     | Australian Open, Melbourne   | Twarda          | Maks Mirny            | Bob Bryan Mike Bryan                   | 5:7, 5:7                    |
| Zwycięzca     | 51. | 14 października 2007 | Sztokholm                    | Twarda (hala)   | Maks Mirny            | Arnaud Clément Michaël Llodra          | 6:4, 6:4                    |
| Finalista     | 42. | 6 lipca 2008         | Wimbledon, Londyn            | Trawiasta       | Kevin Ullyett         | Daniel Nestor Nenad Zimonjić           | 6:7(12), 7:6(3), 3:6, 3:6   |
| Zwycięzca     | 52. | 13 lipca 2008        | Båstad                       | Ceglana         | Robin Söderling       | Johan Brunström Jean-Julien Rojer      | 6:2, 6:2                    |
| Zwycięzca     | 53. | 12 października 2008 | Sztokholm                    | Twarda (hala)   | Kevin Ullyett         | Johan Brunström Michael Ryderstedt     | 6:1, 6:3                    |
| Zwycięzca     | 54. | 2 listopada 2008     | Paryż                        | Twarda (hala)   | Kevin Ullyett         | Jeff Coetzee Wesley Moodie             | 6:2, 6:2                    |
| Finalista     | 43. | 20 października 2013 | Sztokholm                    | Twarda (hala)   | Robert Lindstedt      | Aisam-ul-Haq Qureshi Jean-Julien Rojer | 2:6, 2:6                    |

#### Gra mieszana (0−2)
| Końcowy wynik | Nr | Data         | Turniej           | Nawierzchnia | Partnerka      | Przeciwnicy w finale         | Wynik finału  |
| Finalista     | 1. | 4 lipca 1999 | Wimbledon, Londyn | Trawiasta    | Anna Kurnikowa | Lisa Raymond Leander Paes    | 4:6, 6:3, 3:6 |
| Finalista     | 2. | 8 lipca 2007 | Wimbledon, Londyn | Trawiasta    | Alicia Molik   | Jelena Janković Jamie Murray | 4:6, 6:3, 1:6 |